# Калориметрия
Калориме́трия (от лат. calor — тепло и лат. metro — измеряю) — совокупность методов измерения количества теплоты, выделяющейся или поглощаемой при протекании различных физических или химических процессов. Методы калориметрии применяют при определении теплоёмкости, тепловых эффектов химических реакций, растворении, смачивании, адсорбции, радиоактивного распада и др. Методы калориметрии также широко применяют в промышленности для определения теплотворной способности топлива.
Основателем калориметрии можно считать шотландского химика и физика Джозефа Блэка. Он был первым учёным, который заметил различие между теплом и температурой.
Прибор, измеряющий количество теплоты, называется калориметром.